# بسغات زئيف

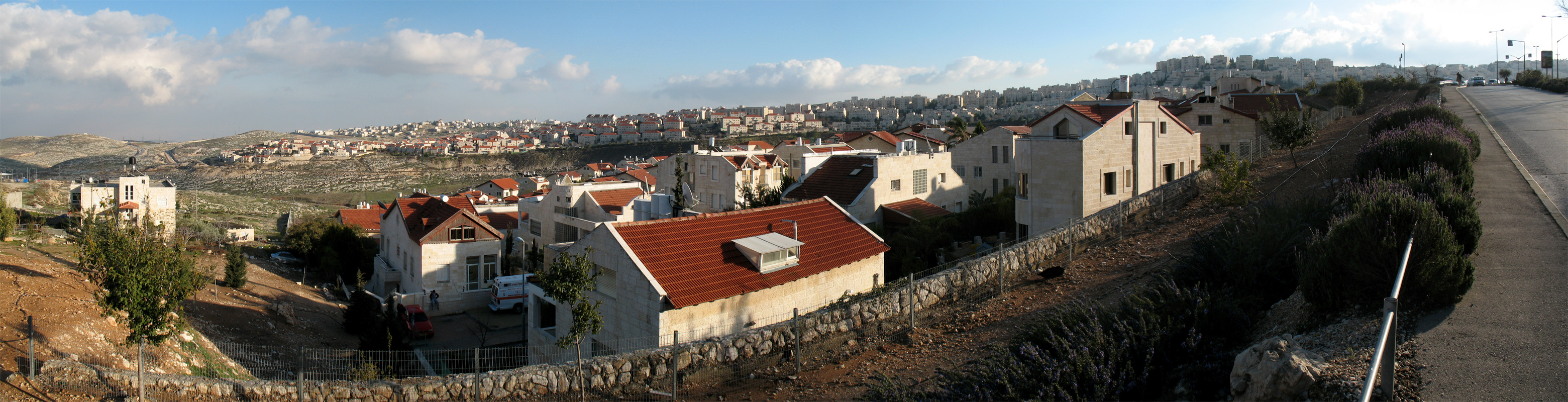
بسغات زئيف

بسغات زئيف (بالعبرية: פסגת זאב) مستوطنة إسرائيلية في القدس الشرقية
وهي أكبر حي سكني في القدس حيث يبلغ عدد سكانها أكثر من 50,000 نسمة 
المستوطنة وضعتها إسرائيل باعتبارها واحدة من خمسة أحياء دائرية في المدينة، وقد أقيمت المستوطنة على أرض ضمتها بعد حرب الأيام الستة عام 1967. ويعتبر المجتمع الدولي المستوطنات الإسرائيلية في القدس الشرقية غير قانونية بموجب القانون الدولي 
تقع المستوطنة شرق مخيم شعفاط وبيت حنينا، وغرب حزما، وجنوب مستوطنة النبي يعقوب، وشمال عناتا ومخيم شعفاط للاجئين.